# Цар лъв
Цар лъв (на английски: The Lion King) е американски анимационен филм от 1994 г., продуциран от Уолт Дисни Анимейшън Студиос и издаден от Уолт Дисни Пикчърс. Това е 32-рият анимационен филм на Дисни, произведен през периода, известен като Дисни Ренесанс. Цар лъв е режисиран от Роджър Алърс и Роб Минкоф, продуциран от Дон Хан и със сценарий от Айрин Меки, Джонатан Робъртс и Линда Улвъртън. Песните са композирани от Елтън Джон с текстописеца Тим Райс и Ханс Цимер. Филмът е озвучен от Матю Бродерик, Джеймс Ърл Джоунс, Джеръми Айрънс, Джонатан Тейлър Томас, Мойра Кели, Нейтън Лейн, Ърни Сабела, Роуан Аткинсън, Робърт Гийом, Мадж Синклер, Упи Голдбърг, Чийч Марин и Джим Къмингс. Историята, вдъхновена от трагедията Хамлет на Уилям Шекспир и на елементи от библейските разкази за Йосиф и Моисей, се развива в кралството на лъвовете в Африка.
Цар лъв разказва историята на Симба (произлизащо от суахили със значение на „лъв“), млад лъв, който ще наследи баща си, Муфаса, като цар на Лъвските земи; въпреки това, след като чичо му Скар убива Муфаса, Симба е манипулиран да мисли, че е отговорен и бяга в изгнание. След съзряването си, Симба получава ценни съвети от приятелката си от детството, Нала и неговия шаман, Рафики, преди да се върне, за да оспори Скар и да прекрати тиранията му, за да заеме мястото си в Кръговрата на живота като законен крал.
Премиерата на Цар лъв е на 15 юни 1994 г. Филмът получава положителна реакция от критиците за музика, история и анимация. Въпреки това, продукцията предизвиква и противоречия за приликите си с аниме сериала на Осаму Тезука Kimba the White Lion от 1960 г. Цар лъв е най-печелившият 2D анимационен филм в САЩ. Когато излиза през 1994 г., филмът носи печалби от над 783 милиона щатски долара в света и става най-успешният филм за годината.
Цар лъв печели две награди „Оскар“ за постижения в музикално отношение и „Златен глобус“ за „Най-добър филм – мюзикъл или комедия“. Песните са дело на Елтън Джон и текстописеца Тим Райс, с оригинална музика от Ханс Цимер.
През 1997 г. на Бродуей се състои премиерата на едноименния мюзикъл.
Филмът има две продължения, издадени директно за домашно видео – Цар лъв 2: Гордостта на Симба и Цар лъв 3: Хакуна матата. През 2011 г. Цар лъв е преиздаден в 3D формат.
През 2016 г. филмът е избран за съхранение в Националния филмов регистър на САЩ от Библиотеката на Конгреса като „културно, исторически или естетически значим“. През 2019 г. се състоя премиерата на игралния филм Цар лъв, режисиран от Джон Фавро.

## Сюжет
Историята започва в Лъвските земи. Рафики, мъдър, стар мандрил, представя Симба, новороденото лъвче на Цар Муфаса и Сараби, пред животните, събрали се пред Лъвската скала. Когато Симба порасва, Муфаса му показва царството и го развежда из Лъвските земи, учейки го за „Кръговрата на живота“, деликатния баланс, действащ върху всички живи същества. По-младият брат на Муфаса, Скар (ядосан, че заради раждането на Симба, вече не е следващият поред наследник на трона) се възползва от наивната природа на лъвчето, и го примамва да отиде при Слонското гробище, място, където Муфаса е забранил на Симба да ходи.
Симба моли майка си да вземе Нала, негова приятелка, и да отидат до водопоя. Тя се съгласява, но само ако Зазу, птицата носорог, помощник на Муфаса, дойде с тях. Симба и Нала се изплъзват от Зазу, докато пеят песента „Как искам цар да съм аз“, и стигат до гробището. Там срещат три хиени, Шензи, Банзай и Ед, които са приятели на Скар. Хиените се опитват да ги убият, но Муфаса е извикан от Зазу и идва точно навреме, за да спаси лъвчетата.
По пътя към дома, Муфаса заповядва на Зазу да изпрати Нала, за да „преподаде на сина си един урок“. Когато остават сами, Муфаса казва на сина си колко е разочарован от него и как е изложил себе си и Нала на опасност. После обяснява, че да си смел, не значи сам да търсиш неприятности.
Междувременно Скар привлича на своя страна хиените, за да организира убийството на Муфаса. Той примамва Симба в тясна клисура, където хиените подплашват стадо антилопи. Муфаса успява да се намеси и да спаси Симба от препускащите антилопи, но сам загива. Скар убеждава Симба, че е виновен за смъртта на баща си и трябва да напусне Лъвските земи. Той изпраща хиените за да убият лъвчето, но то успява да избяга. Скар обявява пред прайда, че Муфаса и Симба са загинали и заема трона, тъй като той е следващият наследник.
Симба е намерен от двама приятели – Тимон и Пумба – сурикат и брадавичеста свиня, които живеят безгрижно в своята джунгла. Те отглеждат лъвчето, докато пораства. Младият Симба среща случайно своята приятелка Нала и двамата започват да се влюбват. Макар че първоначално отказва на Нала, впоследствие, убеден от Рафики, Симба решава да се върне в Лъвските земи, запустели под произвола на вероломния Скар.
Когато Симба обявява завръщането си, Скар публично го обвинява за смъртта на баща му, но в схватка със Симба, който накара Скар да признае, че той убиеца на Муфаса, разобличен, опитва да прехвърли вината на хиените. След един последен неуспешен опит да убие Симба, Скар е разкъсан от разгневените хиени.
Финалните кадри разкриват как животът и зеленината се завръщат в Лъвските земи, а Рафики представя новороденото лъвче на Симба и Нала.

## Актьори
- Матю Бродерик – Симба, син на Муфаса и Сараби, който расте, за да стане цар на Лъвските земи. Рок певецът Джоузеф Уилямс изпълнява вокалните изпълнения на възрастния Симба. Марк Хен и Рубен А. Акино са съответно аниматори на младия и възрастния Симба.
  - Джонатан Тейлър Томас озвучава младия Симба, докато Джейсън Уийвър изпълнява песните на младия Симба.
- Джеръми Айрънс – Скар, по-малкият брат на Муфаса и чичо на Симба, който желае трона. Андрес Дежа е аниматорът на Скар.
- Джеймс Ърл Джоунс – Муфаса, бащата на Симба, цар на Лъвските земи в началото на филма. Тони Фусил е аниматор на Муфаса.
- Мойра Кели – Нала, най-добрата приятелка на Симба от детските им години. Сали Дуорски дава гласа си за вокалните изпълнения. Аарон Блейс и Антъни де Роса са аниматори съответно на младата и възрастната Нала.
  - Никета Каламе озвучава младата Нала, докато Лора Уилямс изпълнява песните на младата Нала.
- Нейтън Лейн – Тимон, млад сурикат, който заедно с Пумба стават най-добри приятели на Симба и негови осиновители. Майкъл Съри е аниматор на Тимон.
- Ърни Сабела – Пумба, брадавичеста свиня, който заедно с Тимон стават най-добри приятели на Симба и негови осиновители. Тони Банкрофт е аниматор на Пумба.
- Робърт Гийом – Рафики, стар мандрил, който е шаман в Лъвските земи, представящ новородените на царя и царицата пред животните от Лъвските земи. Джеймс Бакстър е аниматор на Рафики.
- Роуън Аткинсън – Зазу, птица носорог, който служи като вестител на царя. Елън Уудбъри е аниматор на Зазу.
- Мадж Синклер – Сараби, съпругата на Муфаса и майката на Симба. Рус Едмондс е аниматор на Сараби.
- Трите петнисти хиени, които служат на Скар, са анимирани от Алекс Купършмид и Дейвид Бърджис.
  - Упи Голдбърг – Шензи, нахалната и сприхава лидерка на триото.
  - Чийч Марин – Банзаи, агресивна и ожесточена хиена, действаща импулсивно.
  - Джим Къмингс – Ед, мрачна хиена, която не говори, а комуникира с останалите единствено чрез смеха. Къмингс озвучава също Къртицата, разговаряща със Зазу.
- Зоуи Лийдър – Сарафина, майката на Нала.
- Браян Точи – Летящата хиена (некредитиран).

## Продукция

### Развитие
Идеята за Цар лъв е замислена в края на 1988 г. по време на разговор между Джефри Катценберг, Рой Е. Дисни и Питър Шнайдер в самолет за Европа за популяризиране на Оливър и приятели. По време на разговора се появява темата за историята, развиваща се в Африка. Идеята е разработена от тогавашния творчески вицепрезидент на Дисни Чарли Финк. През ноември същата година Томас Диш пише сюжет, озаглавен „Кралят на калахари“, а след това Линда Улвъртън прекарва година, пишейки чернови на сценария, озаглавен „Кралят на зверовете“, а след това променен на „Крал на джунглата“. Оригиналната версия на филма е много различна от крайния резултат. Сюжетът е бил в центъра на битка между лъвове и павиани, а Скар е лидер на павианите, Рафики е гепард, а Тимон и Пумба са приятели от детството на Симба. Симба също така няма да напусне царството, но ще се превърне в „мързелив, мръсен и ужасен герой“ поради манипулациите от Скар, така че Симба може да бъде свален след навършване на пълнолетие. До 1990 г. продуцентът Томас Шумахер, който току-що е завършил Спасителите в Австралия, решава да се включи в проекта „защото лъвовете са готини“. Шумахер оприличава сценария за „Царят на джунглата“ на „анимационен филм“ на National Geographic.
Цар лъв е първият анимационен филм на Дисни, който е оригинална история, вместо да се основава на вече съществуващо произведение. Създателите на филма споделят, че той е вдъхновен от живота на Йосиф и Моисей от Библията, а също и от Хамлет на Уилям Шекспир.

## Саундтрак
Цър лъв: Оригинален саундтрак към филма е саундтрак към анимационния филм на Дисни Цар лъв от 1994 г. Той съдържа песни от филма, написани от Елтън Джон и Тим Райс, и партитура, композирана от Ханс Цимер. Албумът е издаден на 27 април 1994 г. на CD и аудио касета. Саундтракът е записан в три различни страни – САЩ, Великобритания и Южна Африка. Това е най-продаваният саундтрак към анимационен филм в САЩ с над 7 милиона продадени копия, с 4 934 000 продадени копия през 1994 г.
Списък с песните
1. Circle of Life (4:51)
2. I Just Can't Wait to Be King (2:50)
3. Be Prepared (3:40)
4. Hakuna Matata (3:33)
5. Can You Feel the Love Tonight (2:57)
6. This Land (score) (2:55)
7. ...To Die For (score) (4:17)
8. Under the Stars (score) (3:45)
9. King of Pride Rock (score) (хорова версия на Circle of Life) (5:59)
10. Circle of Life (4:51)
11. I Just Can't Wait to Be King (3:37)
12. Can You Feel the Love Tonight (финални надписи)
13. The Morning Report (1:36) включена в Цар лъв: Специално издание
14. Can You Feel the Love Tonight (ремикс) (4:08) включена в Цар лъв: Специално издание

## Продължения
През 1998 г. е създаден „Цар лъв 2: Гордостта на Симба“, който е продължение на събитията от първия филм. Дъщерята на Симба и Нала – Киара се влюбва в Кову, лъв, отгледан от последователите на Скар, които са врагове на Симба. За да бъдат заедно, Киара и Кову трябва да преодолеят съпротивата на своите родители – Симба и майката на Кову.
В последвалия през 2004 г. „Цар лъв 3: Хакуна матата“ (също известен като „Цар лъв 1½“) действието се развива паралелно с това в оригиналния филм. Разказва се историята на Тимон и неговото запознанство с Пумба, преди да срещнат Симба. Представени са събития от оригиналния филм, но от перспективата на двамата приятели.

## Синхронен дублаж

### Озвучаващи артисти
| Роля         | Български език                                      |
| ------------ | --------------------------------------------------- |
| Муфаса       | Мариус Донкин                                       |
| Малкия Симба | Живко Станев                                        |
| Симба        | Петър Салчев                                        |
| Скар         | Николай Урумов                                      |
| Малката Нала | Йоанна Падешка Ели Михайлова                        |
| Нала         | Петя Абаджиева (диалог) Цветомира Михайлова (вокал) |
| Тимон        | Георги Стоянов (диалог) Ненчо Балабанов (вокал)     |
| Пумба        | Георги Спасов (диалог) Цанко Тасев (вокал)          |
| Зазу         | Веселин Ранков                                      |
| Рафики       | Марин Янев                                          |
| Сараби       | Петя Миладинова                                     |
| Банзаи       | Георги Новаков                                      |
| Шензи        | Даринка Митова                                      |
| Сарафина     | Ваня Иванова                                        |
| Ед Къртица   | Стоян Алексиев                                      |

### Хор
| Дарина Кандулкова     |
| Десислава Иванова     |
| Гиргина Гиргинова     |
| Жанина Веселинова     |
| Мирослава Антова      |
| Стефка Моллова        |
| Вера Гиргинова        |
| Йоланта Георгиева     |
| Александър Господинов |
| Богомил Спиров        |
| Боян Василев          |
| Младен Петров         |
| Николай Петров        |
| Тодор Георгиев        |
| Владимир Попов        |
| Юлий Апостолов        |

### Песни
| Песен                   | Изпълнява                                                                    |
| ----------------------- | ---------------------------------------------------------------------------- |
| Свят и вечен закон      | Стефка Оникян                                                                |
| Новинарски доклад       | Веселин Ранков Живко Станев                                                  |
| Как искам цар да съм аз | Веселин Ранков Живко Станев Йоанна Падешка                                   |
| Чакай знак              | Николай Урумов Даринка Митова Георги Новаков                                 |
| Хакуна Матата           | Ненчо Балабанов Цанко Тасев Петър Салчев Живко Станев                        |
| Лъвът спи в нощта       | Цанко Тасев Ненчо Балабанов                                                  |
| Тази нощ любов изгря    | Ненчо Балабанов Цанко Тасев Петър Салчев Цветомира Михайлова Мария Николаева |

### Българска версия
| Обработка                       | Александра Аудио (2003)                 |
| ------------------------------- | --------------------------------------- |
| Режисьор на дублажа             | Ваня Иванова                            |
| Превод                          | Венета Янкова                           |
| Музикален режисьор              | Десислава Софранова                     |
| Музикален асистент              | Цветомира Михайлова                     |
| Превод на песните               | Десислава Софранова Цветомира Михайлова |
| Тонрежисьор на записа           | Петър Костов                            |
| Творчески ръководител           | Венета Янкова                           |
| Продуцент на българската версия | Disney Character Voices International   |